# Nocticola uenoi
Nocticola uenoi es una especie de cucaracha del género Nocticola, familia Nocticolidae. Fue descrita científicamente por Asahina en 1974.
Habita en Japón.